# ソラオト
『ソラオト』は、高宮智による日本の漫画作品。『ChuChu』（小学館）にて2008年3月号から同年9月号にかけて連載された。単行本は同社のちゅちゅコミックスから全2巻。

## あらすじ
「天国」は会社。その社員「告死天」の仕事は、亡くなる人の魂を天に送るこである。万年「ランクC」の落ちこぼれ告死天・羽華は、普段はお気楽な女子高生。ある日、「ランクA」の尊大なエリート告死天・紬とコンビを組むことになる。

## 主な登場人物
篠原 羽華(しのはら うか)
主人公。万年Cランクのダメダメ告死天。もうすぐ死ぬ予定の人と必要以上に接触するため、部長や紬によく怒られてしまう。自分に酔うところがある。ツインテールは初音ミクをイメージされている。
川端 紬 (かわばた つむぎ)
告死天ランクAのエリート天使。羽華のお目付け役としてパートナーになった。ドSな性格で、羽華を縄で縛りあげたこともあった。古城が好きで、羽華から古城のミニアルバムを貰ったこともある。
白岡 往依(しろおか ゆくえ)
「キミオト」の主人公であり、羽華の元パートナー。告死天ランクB。音和に対し、死神だと嘘をついていた。
吉川 千春(よしかわ ちはる)
病気の少女。入院中に出会った初恋の人を羽華と共にさがすことになる。赤い糸の話が嫌い。
長谷部 泉(はせべ　いずみ)
羽華たちと男子校で出逢う。

## 書誌情報
- 高宮智『ソラオト』小学館〈ちゅちゅコミックス〉、全2巻
  1. 2008年10月1日発売[1]、ISBN 978-4-09-132090-2
    - 「ハネオト」「キミオト」併録。

  2. 2008年10月30日発売[2]、ISBN 978-4-09-132099-5
    - 番外編「ヒメオト」収録。